# Clusiosoma pullatum
Clusiosoma pullatum es una especie de insecto del género Clusiosoma de la familia Tephritidae del orden Diptera.

## Historia
Hering la describió científicamente por primera vez en el año 1941.